# 山竹岩黄耆
山竹岩黄耆（学名：Hedysarum fruticosum）为豆科岩黄耆属下的一个变种。

## 扩展阅读
維基物種上的相關：山竹岩黄耆